# ロッテイネオス化学
ロッテイネオス化学（ロッテイネオスかがく、朝鮮語：롯데이네오스화학、英語：LOTTE INEOS CHEMICAL CO., LTD.）は、ロッテグループとイギリスのイネオスとの合弁企業で、蔚山広域市に本社を置く石油化学会社である。

## 沿革
- 1989年 - サムスンBP化学 設立。
- 1991年 - 蔚山石油化学工業団地に酢酸工場竣工。
- 1992年 - 外国人投資企業として登録。
- 1997年 - ISO 14001環境マネジメントシステム認証。
- 2016年 - ロッテBP化学に社名変更。
- 2021年 - ロッテイネオス化学に社名変更。

## 工程施設
- 酢酸工程
- 酢酸ビニル工程
- 一酸化炭素工程

## 生産品目
- 酢酸
- 酢酸ビニル
- 水素